# Eristalis tenax
Eristalis tenax је инсект из реда двокрилаца који припада породици осоликих мува.

## Распрострањеност
Насељава све континенте осим Антарктика и једна је од најчешћих осоликих мува на свету. У Србији је широко распрострањена и виђа се током читаве године. Може се срести и у баштама и парковима.

## Опис
Обична лебдилица - Eristalis tenax изгледом подсећа на медоносну пчелу. Величине је од 13-15 мм. Мужјаци су светлији од женки и јасно се разликују - полни диморфизам. Мужјаци се такође могу лако разликовати од женки по очима које се скоро додирују, док женке имају мање очи које су удаљеније и не додирују се. Ларве живе у органски богатим загађеним водама (отпадне воде, канализација, кишница, стајко ђубре и слично). Ларве су специфичног облика са дугачким наставком. Мужјаци показују карактеристично понашање територијалности.

## Синоними
- Conops vulgaris Scopoli, 1763
- Eristalis alpina Strobl, 1893
- Eristalis campestris Meigen, 1822
- Eristalis claripes Santos Abreu, 1924
- Eristalis cognatus Wiedemann, 1824
- Eristalis columbicus Macquart, 1855
- Eristalis hortorum Meigen, 1822
- Eristalis rubix Violovich, 1977
- Eristalis sinensis Wiedemann, 1824
- Eristalis sylvaticus Meigen, 1822
- Eristalis tenax subsp. campestris Meigen, 1822
- Eristalis ventralis Thomson, 1869
- Eristalis vulpinus Meigen, 1822
- Eristalomya tenax (Linnaeus, 1758)
- Musca porcina De Geer, 1776
- Musca tenax Linnaeus, 1758